# Čiko Pajo in Pako
Čiko Pajo in Pako je drugi studijski album slovenske rock skupine Zmelkoow, izdan 16. decembra 1996 pri založbi Primitivc glasbic.

## Seznam pesmi
Vse pesmi je napisal Goga Sedmak.
1. »Primavera« – 3:29
2. »Konec« – 3:23
3. »Škodljivec« – 3:05
4. »Sergio« – 4:04
5. »Jaz se vrtim« – 3:00
6. »Pljuvam skozi okno« – 4:00
7. »Napačen planet« – 4:01
8. »Mogoče me ni« – 4:08
9. »Sentiš – navadni« – 3:24
10. »Mega hit« – 0:43
11. »Klub ljudi z resnimi težavami« – 4:19
12. »Herbicidi« – 2:52
13. »Gravitacija (Več kot spijemo)« – 3:47
14. »Nekro sentiš – lotosov cvet« (bonus pesem) – 4:25

## Zasedba

### Zmelkoow
- Goga Sedmak — vokal, kitara
- Žare Pavletič — bas kitara
- Damjan Barut — bobni

### Ostali
- Andrea Flego — produkcija (vse razen 8)
- Drago Hrvatin — produkcija (8)